# Зграда Густава Фромбаха
Зграда Густава Фромбаха подигнута је у другој половини 19. века у главној улици Зрењанина, улици краља Александра I Карађорђевића, у оквиру Старог градског језгра, као Просторно културно-историјске целине од великог значаја.
Зграда носи име по Густаву Фромбаху који је стару приземну кућу купио од потомака Теодора Милетића и на њеном месту саградио данашњу зграду. Двориште зграде је заједничко са зградом под бројем 29 (зграда породице Фрајнд). Декоративна гипсана и малтерска пластика фасаде је очувана у потпуности док је приземље почетком 20. века преобликовано проширивањем отвора за излоге радњи. Приликом радова на замени излога, уочени су горњи полукружни делови првобитних отвора који су ширине прозора на спрату. Данашњи отвори излога локала различитих су димензија и материјализације. Изузетно декоративно израђен балкон са оградом од ливеног гвожђа данас нема функцију јер је уместо балконских врата уграђен прозор.
Приликом будућих рестаураторских радова, Завод ће инсистирати на враћању првобитних отвора приземља са декорацијом (украсне звездасте решетке на луковима отвора који се данас налазе једино изнад врата улаза у ходник), балконских врата и оригиналне прозорске поделе на шест поља.